# Polypedilum cultellatum
Polypedilum cultellatum är en tvåvingeart som beskrevs av Maurice Emile Marie Goetghebuer 1931. Polypedilum cultellatum ingår i släktet Polypedilum och familjen fjädermyggor. Arten är reproducerande i Sverige. Inga underarter finns listade i Catalogue of Life.